# Città universitaria di Roma

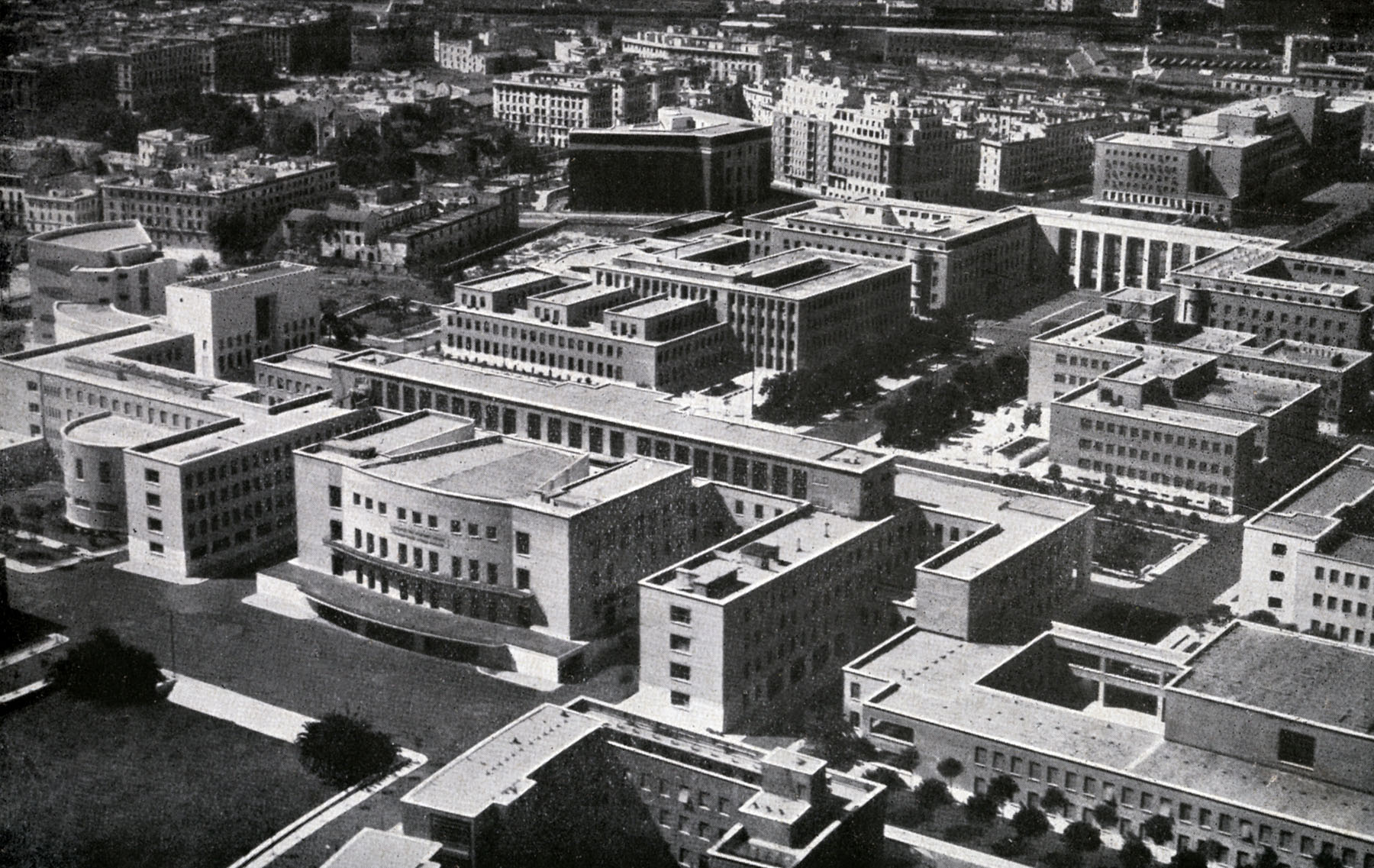
Vista do campus da
Città universitaria di Roma em 1938.

A città universitaria di Roma é um campus universitário em Roma, no distrito de Tiburtino (área urbana da "Universidade"), sede principal da Universidade de Roma "La Sapienza".
Foi construída na década de 1930, no auge do período fascista, por uma série de arquitetos racionalistas sob a direção do arquiteto mais tradicional Marcello Piacentini, que foi responsável pelo projeto e pelo prédio da Reitoria e teve o direito de fazer alterações nos outros projetos.
A obra, fortemente desejada por Mussolini para que a capital italiana também tivesse o seu centro universitário e até então considerada "a maior obra de construção promovida pelo Regime Fascista", fazia parte das obras de restauro que envolveram a cidade até depois da Segunda Guerra Mundial. A cidade foi inaugurada em 31 de março de 1935 na presença do rei Vittorio Emanuele III.

## Prédios
- Ingresso monumentale, de Arnaldo Foschini[3]
- Palazzo del Rettorato (1936), de Marcello Piacentini[3]
- Istituto di Igiene e Batteriologia, de Arnaldo Foschini[3]
- Clinica ortopedica e Traumatologia, de Arnaldo Foschini[3]
- Istituto di Fisica (1934), de Giuseppe Pagano[3]
- Istituto di Chimica (1934), de Pietro Aschieri[3]
- Facoltà Giuridica e Facoltà di Scienze Politiche, de Gaetano Rapisardi[3]
- Facoltà di Lettere e Filosofia, de Gaetano Rapisardi[3]
- Istituto di Mineralogia, Geologia e Paleontologia (1933), de Giovanni Michelucci[3][4]
- Istituto di Matematica (1934), de Gio Ponti[3]
- Istituto di Fisiologia generale, de Giovanni Michelucci[3]
- Istituti di Botanica e Chimica farmaceutica (1932-1935), de Giuseppe Capponi[3][5]
- Casermetta per la Milizia, de Gaetano Minnucci e Eugenio Montuori[3]
- Casa dello studente (1933-1935), de Saverio Muratori, Giorgio Calza Bini e Francesco Fariello[3][6]
- Dopolavoro e Circolo del Littorio, de Gaetano Minnucci[3]
- Edificio della Centrale termica, de Eugenio Montuori[3]
- Chiesa della Divina Sapienza (1947-1952), de Marcello Piacentini